# Морфо аврора
Морфо аврора (лат. Morpho aurora) — вид бабочек из рода Морфо семейства Nymphalidae.

## Описание
Размах крыльев 9—11 см. Передние крылья с верхней стороны блестящего синего света. Передней кромки крыла чёрные. Некоторые элементы рисунка нижней стороны крыла могут быть видны просвечивающимися на верхнюю сторону крыла. Нижняя сторона крыльев с мраморным рисунком, образованным коричневыми и серыми цветами. На нижней стороне крыльев имеется четыре маленьких и четыре больших глазка. Тело тёмно-коричневого или чёрного цвета. Самки крупнее самцов, с более широкой тёмной каймой по краям крыльев.

## Распространение
Бабочка встречается в Неотропиках в Боливии и Перу.

## Название
Видовое название Аврора дано в честь Авроры богини зари римской мифологии.